# Ströäng
Ströäng är beteckningen på en ganska näringsfattig mark, ofta myr, som nybyggare i norra Sverige fick tilldelat sig för att använda som slåttermark. Ofta var dessa av mindre areal och låg en bit ut från huvudfastigheten. Till ströängarna hör även jakt- och fiskerätt, vilket har medfört att staten under senare[när?] år stundom velat lösa in dessa då de kan utgöra en grogrund för konflikter.